# Acacia lanuginosa
Acacia lanuginosa é uma espécie de leguminosa do gênero Acacia, pertencente à família Fabaceae.